# Zenjibu-ji

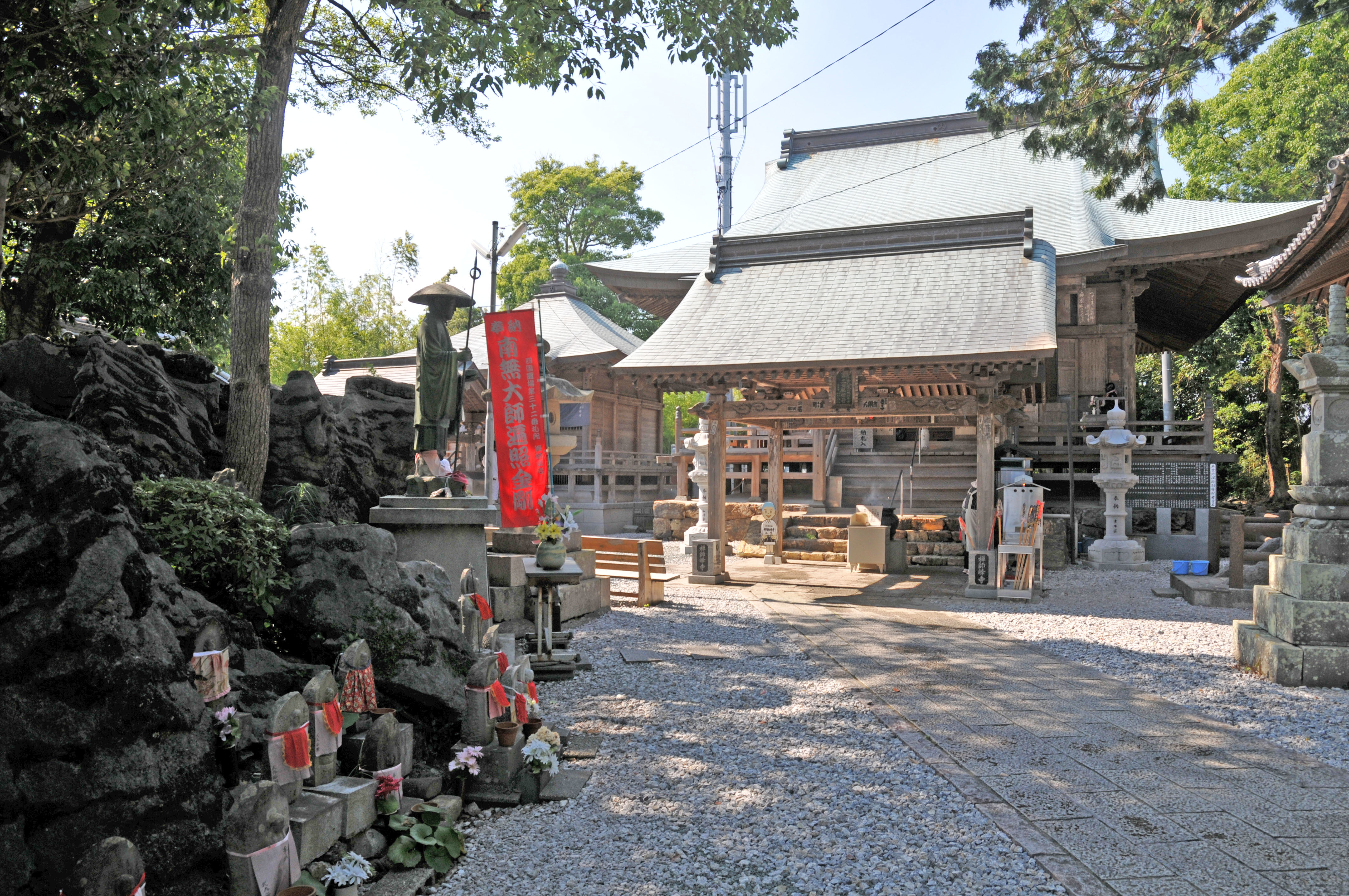
Haupthalle

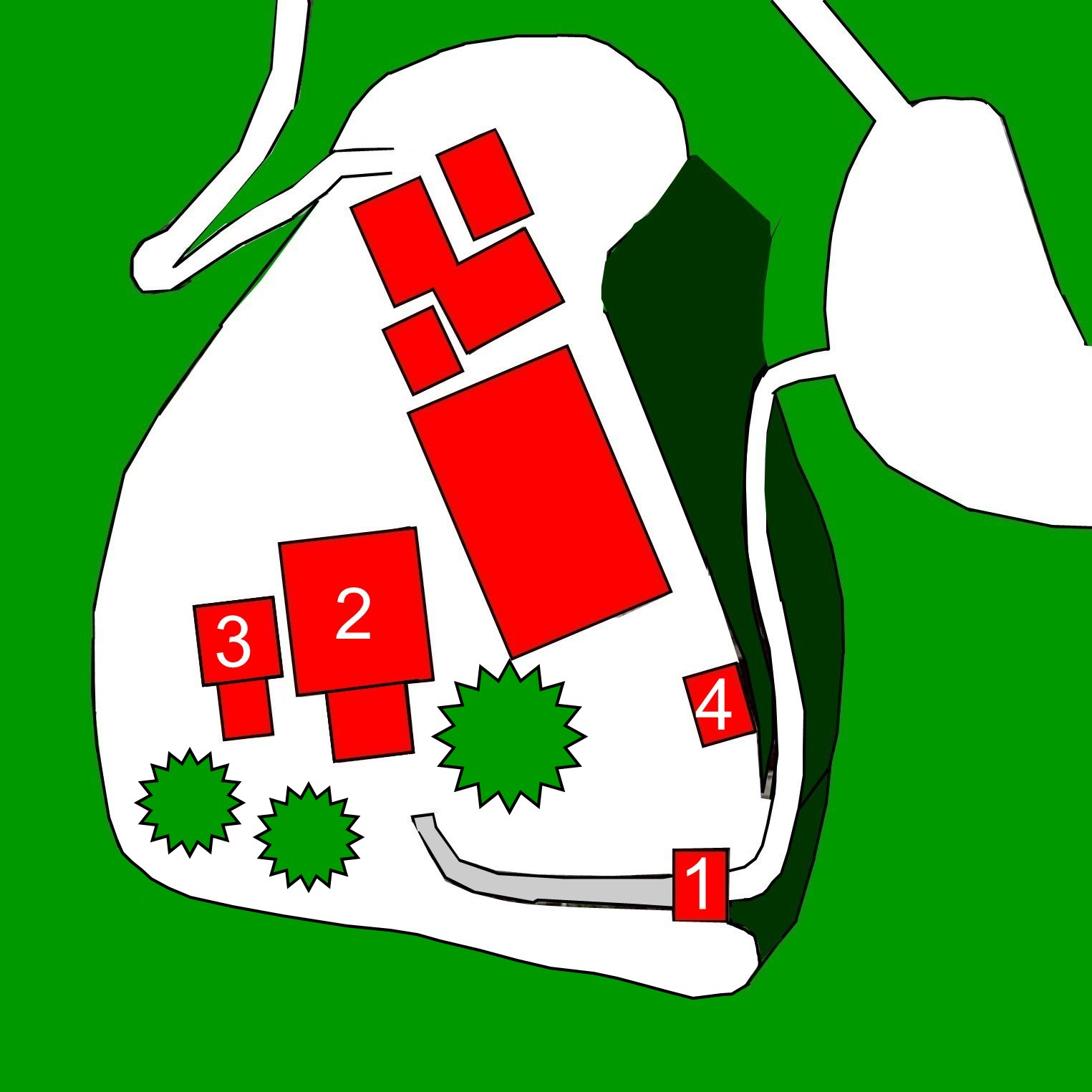
Plan des Tempels (s. Text)

Der Zenjibu-ji (japanisch 禅師峰寺), mit dem Bergnamen Hachiyōzan (八葉山) und dem Untertempelnamen Gumonji-in (求聞持院) in der Stadt Nankoku (Präfektur Kōchi), ist ein Tempel des Buzan-Zweiges (豊山派 Buzan-ha) des Shingon-Buddhismus. In der traditionellen Zählung ist er der 32. Tempel des Shikoku-Pilgerwegs.

## Geschichte
Der Tempel liegt auf dem 82 m hohen Mineyama (峰山), von dem man einen Blick auf den nahen Pazifik hat. Der Überlieferung nach hat Priester Gyōki auf Wunsch des Kaisers Shōmu dort einen Tempel zum Schutz der Fischer auf See angelegt. Als später im Jahr Daidō 2 (807) Priester Kūkai den Tempel besuchte, fertigte er für ihn eine elfgesichtige Kannon (十一面観世音菩薩 Juichimen Kannon bōsatsu) an und gab der Gebetsstätte den Namen Zenshibu-ji. Da die Anhöhe einem Lotuspodest mit acht Blättern ähnelt, erhielt der Tempel den Beinamen Hachiyōzan. Später wurde der Tempel zu Beginn der Edo-Zeit vom ersten Fürsten von Tosa, Yamanouchi Katsutoyo (山内 一豊; 1545–1605) gefördert. Er blieb auch weiterhin ein wichtiger Tempel für die Fischer.
Auf dem Tempelgelände finden sich viele ungewöhnliche, merkwürdig geformte Steine (奇岩怪石 Kigan kaiseki). Eine vom Dichter Matsuo Bashō am Hōrai-ji (鳳来寺) in der Präfektur Aichi verfasste Verszeile, etwa „Unter alten Bäumen finden sich spitz zulaufende Steine, dichte Sicheltannen!“, findet sich auch hier auf einem Gedenkstein.

## Anlage
Nach einem steilen Aufstieg passiert man das Tempeltor, das hier als Niō-Tor (仁王門 Niō-mon; 1) ausgeführt ist, und erreicht so das von Wald umgebene und von Bäumen bestandene Tempelgelände. Zur Rechten hat man den Glockenturm (鐘楼 Shōrō; 4), hinten links stehen die Haupthalle (本堂 Hondō; 2) und daneben die Halle zur Verehrung des Tempelgründers, die Daishidō (大師堂; 4). Beide Gebäude haben freistehende Vordächer.

## Schätze
Die beiden Tempelwächter (Niō) aus dem Tor stammen aus der Kamakura-Zeit und sind als Wichtiges Kulturgut Japans registriert. Heute sind sie geschützt untergebracht. Zu den weiteren Tempelschätzen gehören die Tempelglocke (梵鐘 Bonshō) aus dem Jahr 1308 und eine Scheibenglocke (鰐口 Waniguchi) aus dem Jahr 1570. Diese beiden Objekte sind als Kulturgut der Präfektur registriert.

## Bilder

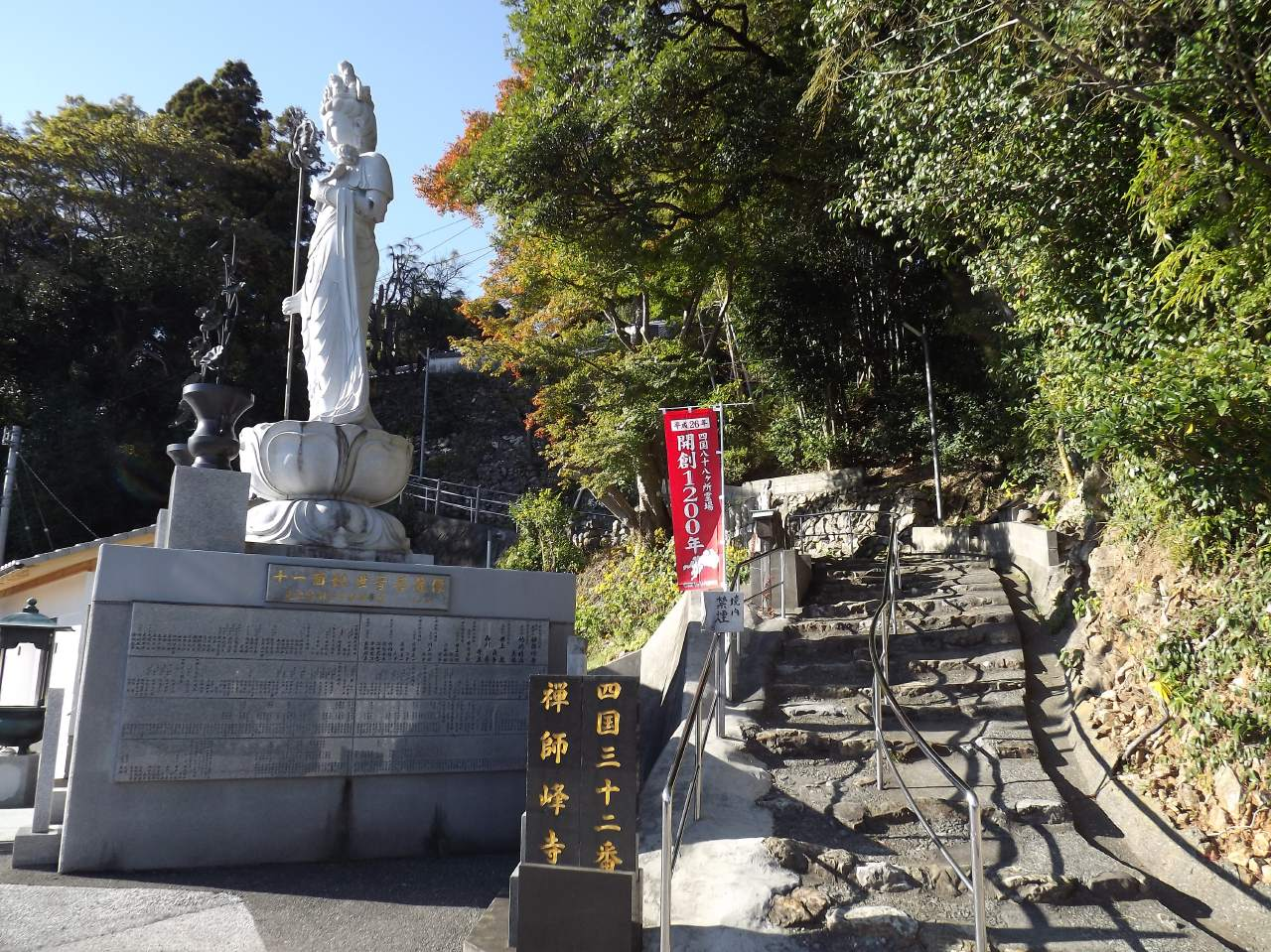
Beginn des Aufgangs
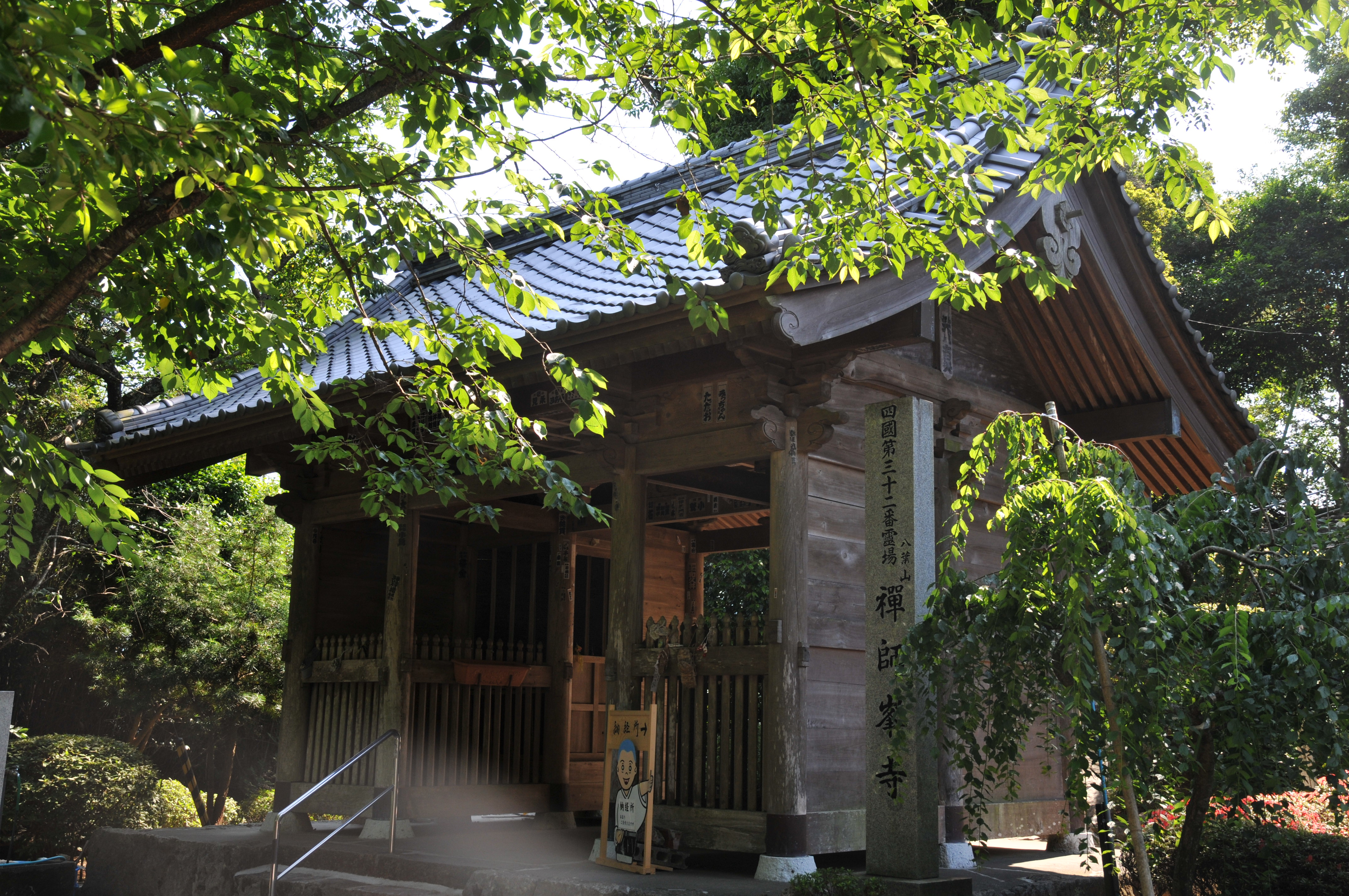
Tempeltor
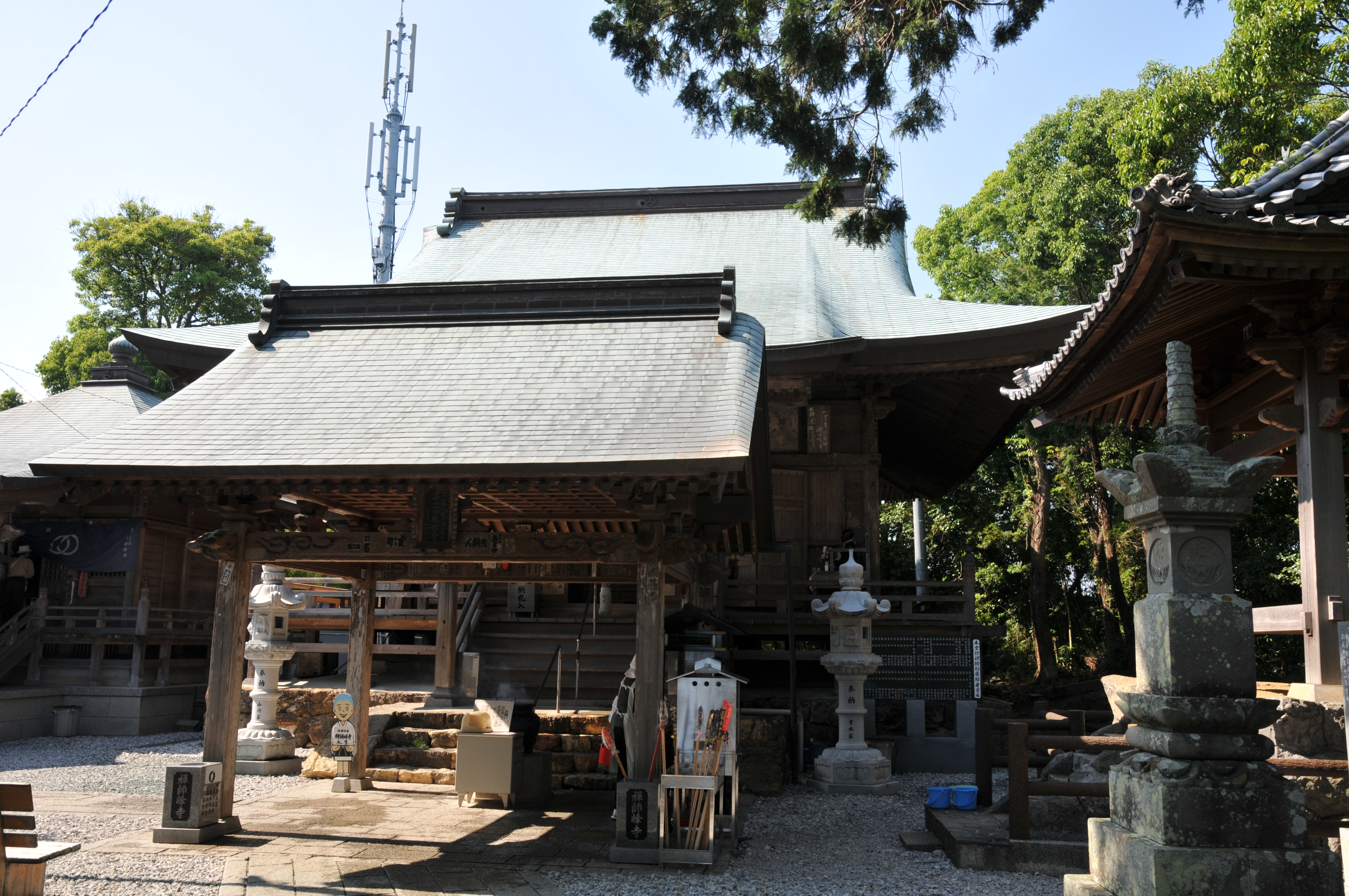
Haupthalle
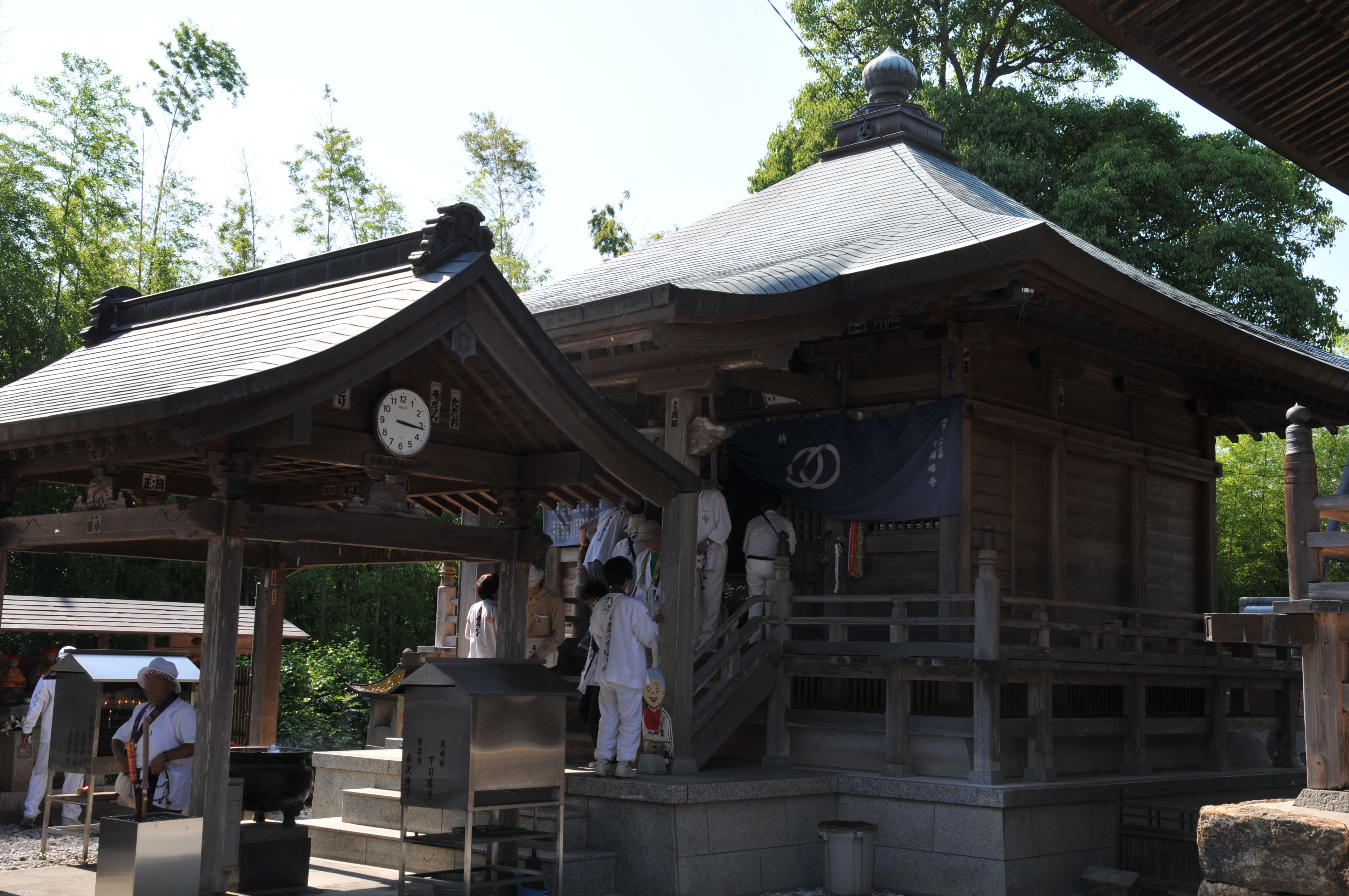
Daishidō